# بيتر كاميرون (كاتب)
بيتر كاميرون (بالإنجليزية: Peter Cameron)‏‏ (29 نوفمبر 1959 في مقاطعة موريس - ) كاتب، وروائي من الولايات المتحدة.

## الجوائز
- زمالة غوغنهايم

## روابط خارجية
- بيتر كاميرون على موقع IMDb (الإنجليزية)
- بيتر كاميرون على موقع قاعدة بيانات الفيلم (الإنجليزية)